# Espen und die Legende vom goldenen Schloss
Espen und die Legende vom goldenen Schloss ist ein norwegischer Fantasyfilm mit Märchenelementen aus dem Jahr 2019. Er bildet eine eigenständige Fortsetzung des Films Espen und die Legende vom Bergkönig von 2017.

## Handlung
Der Bauernjunge Espen und seine Brüder Per und Pål werden zum 19. Geburtstagsfest von Prinzessin Kristin eingeladen, von den anwesenden adeligen Gästen jedoch für Bedienstete gehalten. So soll Per dem Königspaar Wein servieren. Als König und Königen von dem Wein ins Koma fallen und erst noch in Påls Tasche eine Giftflasche entdeckt wird, werden sie als Mörder verhaftet. Espen glaubt jedoch an ihre Unschuld.
Um das Königspaar wieder aufzuwecken, begibt er sich mit Prinzessin Kristin auf die Suche nach der legendären goldenen Stadt Soria Moria, wo aus einem Gletscher das „Wasser des Lebens“ tropft, das Menschen heilen können soll. Dabei wird er von Ohlmann verfolgt, einer heimtückischen Abgesandten Dänemarks, die nach der Eroberung Norwegens trachtet, und sich vom Lebenswasser Superkräfte erhofft. Sie steckt auch hinter dem Komplott gegen Espens Brüder und hinter der Vergiftung des Königspaares. Unterwegs müssen Espen und Kristin den Wassertroll Fossegrimm überwinden, die langnasige Hexe und Zwerge von biblischem Alter nach dem Weg befragen und einem Seeungeheuer trotzen. Schließlich lauert in der goldenen Stadt noch ein dreiköpfiger Troll, den sie aber durch die Rückgabe seines einzigen Auges milde stimmen können. Der dänische Verfolgertrupp unter der Führung von Ohlmann kommt dort ums Leben.
Sie eilen mit Siebenmeilenstiefeln zurück zum königlichen Hof. Mit dem Lebenswasser kann Kristin ihre Eltern wieder auferwecken und die Hinrichtung der drei Brüder im letzten Moment verhindern. Der königliche Berater wird als Mitverschwörer abgesetzt. Espen und Kristin haben sich inzwischen verliebt und erhalten die königliche Genehmigung, ungeachtet des Standesunterschieds zu heiraten.

## Produktion und Fortsetzung
Der Film wurde ab 2018 in Norwegen gedreht, produziert von Maipo Film. Der norwegische Kinostart war der 28. August 2019.

## DVD-Edition
- Espen & die Legende vom goldenen Schloss, Eurovideo Medien, 2019.